# Rolf Linkohr
Rolf Linkohr (n. 11 aprilie 1941, Stuttgart, Germania Nazistă – d. 5 ianuarie 2017) a fost un om politic german, membru al Parlamentului European în perioada 1999-2004 din partea Germaniei. 